# ガンダーラ語仏教写本

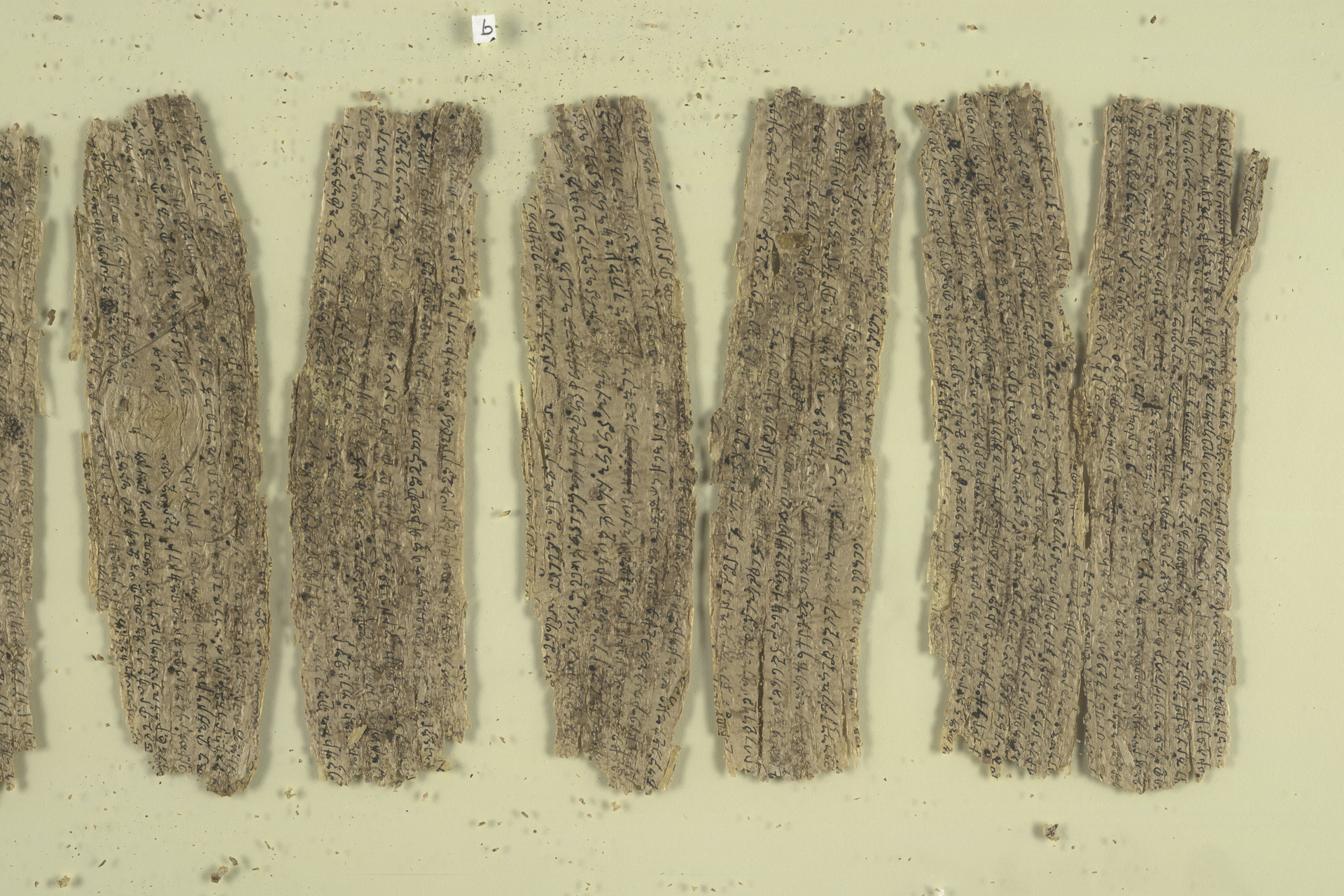
樺皮に書かれた仏教写本。大英博物館所蔵

ガンダーラ語仏教写本（ガンダーラごぶっきょうしゃほん）は、ガンダーラ語で書かれた1世紀から3世紀ごろの仏教写本を指す。ガンダーラ語仏教写本は現存する最古の仏教写本である。
大部分は1990年代以降に現在のアフガニスタンとパキスタンで発見された。伝世する仏典のうち最古層に属するとされるスッタニパータ（『パーリ仏典』収録）の「犀角の句」もガンダーラ語仏教写本の中で確認されている。
ガンダーラ語の仏典は、19世紀末に中央アジアのホータン付近で発見された『法句経』によって知られていた。この経典の言語が初期漢訳仏典の音訳語に近いことで注目されたが、長い間『法句経』はガンダーラ語仏典として（零細な断簡を除き）唯一のものであった。
1990年代にアフガニスタンからさまざまな仏典写本が流出し、その中のもっとも古いものはガンダーラ語で記されていた。現在も研究が進められている。大部分が科学的な発掘によるものではないため、出土した場所や状況がはっきりしない問題がある。

## 主なコレクション
現在知られている仏典には以下のようなものがある。

### 大英博物館
1994年に大英博物館が入手した29点の樺皮の巻物に書かれたガンダーラ語仏典。土器におさめられており、土器にもガンダーラ語が記されていた。1996年に公開され、大きな話題を呼んだ。
ワシントン大学のリチャード・サロモンらによって調査が進められているが、『パーリ仏典』スッタニパータの「犀角の句」、『法句経』の別の版、『無熱悩池偈頌』などを含む。サロモンは1世紀前半の法蔵部のものと考えている。
正確な出土地点は不明だが、アフガニスタン東部のハッダ近辺と言われている。

### シニア・コレクション
イギリスのロバート・シニア蔵の仏典は、やはりハッダ近辺で見つかったものとされる。24の樺皮の巻物からなり、土器におさめられている点も大英博物館のものとよく似ているが、少し新しく、西暦140年ごろのものであるという。内容は多く『雑阿含経』に対応する。

### スコイエン・コレクション
バーミヤーンで1990年代に発見された2世紀から7世紀ごろまでの仏典がロンドンで売りに出され、その大部分（1万点以上）がノルウェーのスコイエン・コレクションに加えられた。そのうち貝葉にガンダーラ語で書かれたものは238点あり、サンスクリットの影響が強い。C14年代測定によると2世紀末から3世紀前半のものであり、ガンダーラ語写本の中では時代が新しい。小乗の『大般涅槃経』などがあるが、この中に大乗仏典が含まれることが発見され、のちに松田和信によって『賢劫経』の断簡と同定された。松田によると大乗仏典にはほかに『集一切福徳三昧経』・『菩薩蔵経』および未知の経典がある。

### 平山コレクション
バーミヤーン出土の一部を平山郁夫が入手したもの。ガンダーラ語の貝葉断簡27点を含む。スコイエン・コレクションと同じ出自を持つ。

### 林寺コレクション
バーミヤーン出土の一部を富山の林寺厳州が入手したもの。17点のガンダーラ語断簡を含む。スコイエン・コレクションと同じ出自を持つ。

### Split Collection
パキスタン・アフガニスタンの国境地帯で発見された樺皮の断簡で、C14年代測定によると1世紀後半のものだという。『アッタカヴァッガ』、『法句経』、アヴァダーナ、『八千頌般若経』などを含む。ハリー・フォークと辛嶋静志が研究を行った。

### バジョール出土の仏典
パキスタンの連邦直轄部族地域(FATA)のバジョール管区で発見された、樺皮に書かれた18種類の巻物。ペシャーワル大学のナシム・ハーンがドイツのベルリン自由大学と共同で研究を行っている。

### ワシントン大学
ワシントン大学が2002年に入手した樺皮写本の断片は1-2世紀のもので、アビダルマの一部であるという。

### アメリカ議会図書館
アメリカ議会図書館が2003年に入手した樺皮写本の断片は紀元前1世紀から1世紀のもので、燃燈仏から迦葉仏に至る過去の13仏、釈迦、弥勒菩薩に関するものである。冒頭と末尾を除く全体の80%が残っているという。デジタル画像が公開されている。